# 2009年至2010年度香港政府財政預算案
2009年至2010年度香港政府財政預算案由財政司司長曾俊華於2009年2月25日上午11時在香港立法會大樓發表。該份預算案為曾司長任內的第二份報告。

## 主要內容

### 退稅
寬減今年度50%薪俸稅及個人入息課稅，上限為6000元，政府預計會有140万納稅人受惠，更預計會令庫房這樣少收41億元。

### 創造就業机會
創造62000個就業机會，政府須付出10億元。

### 加煙草稅
即時加煙草稅50%，每包煙加8元。